# 微紅龍頭魚
微紅龍頭魚，又稱微紅鐮齒魚，為輻鰭魚綱仙女魚目合齒魚亞目合齒魚科的其中一種，分布於紅海海域，棲息深度779-1150公尺，為深海底棲性魚類，屬肉食性，生活習性不明。